# Балтырган (приток Чуи)
Балтырган — река в России, протекает по Республике Алтай. Устье реки находится в 137 км по левому берегу реки Чуя. Длина реки составляет 12 км.
Берёт начало из двух родников и течёт на северо-запад.

## Данные водного реестра
По данным государственного водного реестра России относится к Верхнеобскому бассейновому округу, водохозяйственный участок реки — Катунь, речной подбассейн реки — Бия и Катунь. Речной бассейн реки — (Верхняя) Обь до впадения Иртыша.
Код объекта в государственном водном реестре — 13010100312115100005612.